# Ŵ
O Ŵ (minúscula: ŵ) é uma letra (W latino, adicionado de um acento circunflexo) utilizada no alfabeto galês, quando é adicionado um acento circunflexo à letra W, o som fica parecido como o som de um U normal.